# Challenger de Mallorca 2021
El torneo Rafa Nadal Open 2021 fue un torneo profesional de tenis. Perteneció al ATP Challenger Tour 2021. Se disputó en su 3ª edición sobre superficie dura, en Mallorca, España entre el 30 de agosto al el 5 de septiembre de 2021.

## Jugadores participantes del cuadro de individuales
| Favorito | País                    | Jugador                    | Rank1 | Posición en el torneo |
| -------- | ----------------------- | -------------------------- | ----- | --------------------- |
| 1        | Bandera de Japón        | Yasutaka Uchiyama          | 123   | FINAL                 |
| 2        | Bandera de España       | Fernando Verdasco          | 132   | Cuartos de final      |
| 3        | Bandera del Reino Unido | Liam Broady                | 147   | Primera ronda         |
| 4        | Bandera de Portugal     | João Sousa                 | 149   | Cuartos de final      |
| 5        | Bandera de Austria      | Sebastian Ofner            | 166   | Segunda ronda, retiro |
| 6        | Bandera de Chile        | Marcelo Tomás Barrios Vera | 172   | Segunda ronda         |
| 7        | Bandera de Polonia      | Kacper Żuk                 | 173   | Primera ronda         |
| 8        | Bandera de Eslovenia    | Blaž Rola                  | 179   | Primera ronda         |

- 1 Se ha tomado en cuenta el ranking del 23 de agosto de 2021.

### Otros participantes
Los siguientes jugadores recibieron una invitación (wild card), por lo tanto ingresan directamente al cuadro principal (WC):
- Nicolás Álvarez Varona
- Carlos Gómez Herrera
- Daniel Rincón

Los siguientes jugadores ingresan al cuadro principal tras disputar el cuadro clasificatorio (Q):
- Nick Chappell
- Michael Geerts
- Alejandro González
- Johannes Härteis

## Campeones

### Individual Masculino
- Lukáš Lacko derrotó en la final a  Yasutaka Uchiyama, 5–7, 7–6(8), 6–1

### Dobles Masculino
- Karol Drzewiecki /  Sergio Martos Gornés derrotaron en la final a  Fernando Romboli /  Jan Zieliński, 6–4, 4–6, [10–3]